# 平野浩一
平野 浩一（ひらの こういち、1956年9月 - ）は、日本の地方公務員、土木技術者。神奈川県技監や、神奈川県県土整備局長を経て、公益財団法人神奈川県公園協会理事長。

## 人物・経歴
北海道大学工学部土木工学科卒業後、1980年神奈川県入庁、平塚土木事務所配属。神奈川県公園課長、神奈川県県土整備局道路部長兼神奈川県建設技術協会長、神奈川県技監兼都市部長等を経て、2016年神奈川県技監（基盤整備担当）。同年から神奈川県県土整備局長を務め、2020年東京オリンピックに向けた準備や、社会基盤整備などを進めた。2017年公益財団法人神奈川県公園協会理事長、神奈川県収用委員会予備委員。2019年神奈川県収用委員会委員。